# Cotorreta capbruna
La cotorreta capbruna (Touit purpuratus) és una espècie d'ocell de la família dels psitàcids que habita boscos i sabanes del sud-est de Colòmbia, sud de Veneçuela, Guaiana i nord del Brasil.